# Trespoux-Rassiels
Trespoux-Rassiels (okzitanisch: Trespotz) ist eine französische Gemeinde im Département Lot in der Region Okzitanien (vor 2016: Midi-Pyrénées). Die 828 Einwohner (Stand: 1. Januar 2022) zählende Gemeinde gehört zum Arrondissement Cahors und zum Kanton Cahors-3. Die Einwohner werden Trespouziens genannt.

## Geografie
Trespoux-Rassiels liegt etwa sechs Kilometer südwestlich vom Stadtzentrum von Cahors am südwestlichen Rand des Zentralmassivs und dem westlichen Rand der Cevennen. Umgeben wird Trespoux-Rassiels von den Nachbargemeinden Pradines im Norden, Cahors im Osten und Nordosten, Labastide-Marnhac im Südosten, Villesèque im Süden und Westen, Cambayrac im Westen sowie Saint-Vincent-Rive-d’Olt im Westen und Nordwesten.

## Bevölkerungsentwicklung
| 1962                       | 1968 | 1975 | 1982 | 1990 | 1999 | 2006 | 2018 |
| -------------------------- | ---- | ---- | ---- | ---- | ---- | ---- | ---- |
| 166                        | 135  | 216  | 419  | 574  | 666  | 931  | 813  |
| Quellen: Cassini und INSEE |      |      |      |      |      |      |      |

## Sehenswürdigkeiten
- Kirche von Trespoux aus dem 19. Jahrhundert
- Kirche von Bournaguet aus dem 19. Jahrhundert